# Alexandra Maria Lara
Alexandra Maria Lara (născută Alexandra Plătăreanu; n. 12 noiembrie 1978, București, România) este o actriță germană, născută în România, fiica actorului Valentin Plătăreanu. S-a mutat cu familia în Germania când avea patru ani și a absolvit liceul Francez din Berlin, după care a studiat la școala de actorie Charlottenburg Theaterwerkstatt.
A jucat în filmul Ultimele zile ale lui Hitler (Der Untergang) din 2004, nominalizat la Oscar pentru cel mai bun film străin în 2005. În anul 2005 a fost premiată cu Goldene Kamera. Un alt film foarte cunoscut în care a jucat este Doctor Jivago (2002).

## Filmografie
- 1997 Sperling und der falsche Freund
- 1999 Südsee, eigene Insel
- 2000 Vertrauen ist alles
- 2000 Fisimatenten
- 2001 Der Tunnel
- 2001 Honolulu
- 2001 Leo und Claire
- 2002 Liebe und Verrat (film TV)
- 2002 Was nicht passt, wird passend gemacht
- 2002 99 Euro Films
- 2002 Napoléon
- 2002 Doctor Zhivago
- 2002 Schleudertrauma
- 2002 Nackt
- 2003 Trenck
- 2004 Der Wunschbaum
- 2004 Leise Krieger
- 2004 Ultimele zile ale lui Hitler (Der Untergang), regia Oliver Hirschbiegel
- 2004 Cowgirl, regia Mark Schlichter
- 2005 Offset, regia Didi Danquart
- 2005 Der Fischer und seine Frau
- 2005 Vom Suchen und Finden der Liebe
- 2006 Wo ist Fred?
- 2007 I Really Hate My Job
- 2007 Control
- 2007 The Company
- 2007 Tinerețe fără tinerețe (Youth Without Youth), regia Francis Ford Coppola
- 2008 The City of Your Final Destination
- 2008 Miracolul de la Sf. Ana (Miracle at St. Anna), regia Spike Lee
- 2008 Der Baader Meinhof Komplex
- 2008 The Dust of Time
- 2008 The Reader
- 2009 Hinter Kaifeck (Kaifeck Murder)
- 2009 L'affaire Farewell
- 2009 City of Life
- 2010 The Nazi Officer's Wife
- 2010 Quartier lointain
- 2012 Imagine, regia Andrzej Jakimowski
- 2012 Nachtlärm, regia Christoph Schaub
- 2013 Rush: Rivalitate și adrenalină (Rush), regia Ron Howard
- 2015 Suite Française
- 2016 Geostorm: Pericol Global (Geostorm), regia Dean Devlin

## Interviuri
- O dimineață cu Alexandra Maria Lara, Dia Radu, Formula AS - anul 2014, numărul 1136